# Panicum sumatrense
Panicum sumatrense Roth, 1817, noto come piccolo miglio o miglio riso, è una pianta erbacea della famiglia delle Poacee (o Gramineae, nom. cons.).

## Nomi comuni
Hindi: Kutki, Shavan.bengalese: Sama.Tamil: Samai. gujarati: Gajro, Kuri.telugu: Samalu (సామలు). Marathi: Sava, Halvi, Vari.Oria: Suan.Kannada: Saame (ಸಾಮೆ). malayalam: Chama (ചാമ).

## Descrizione

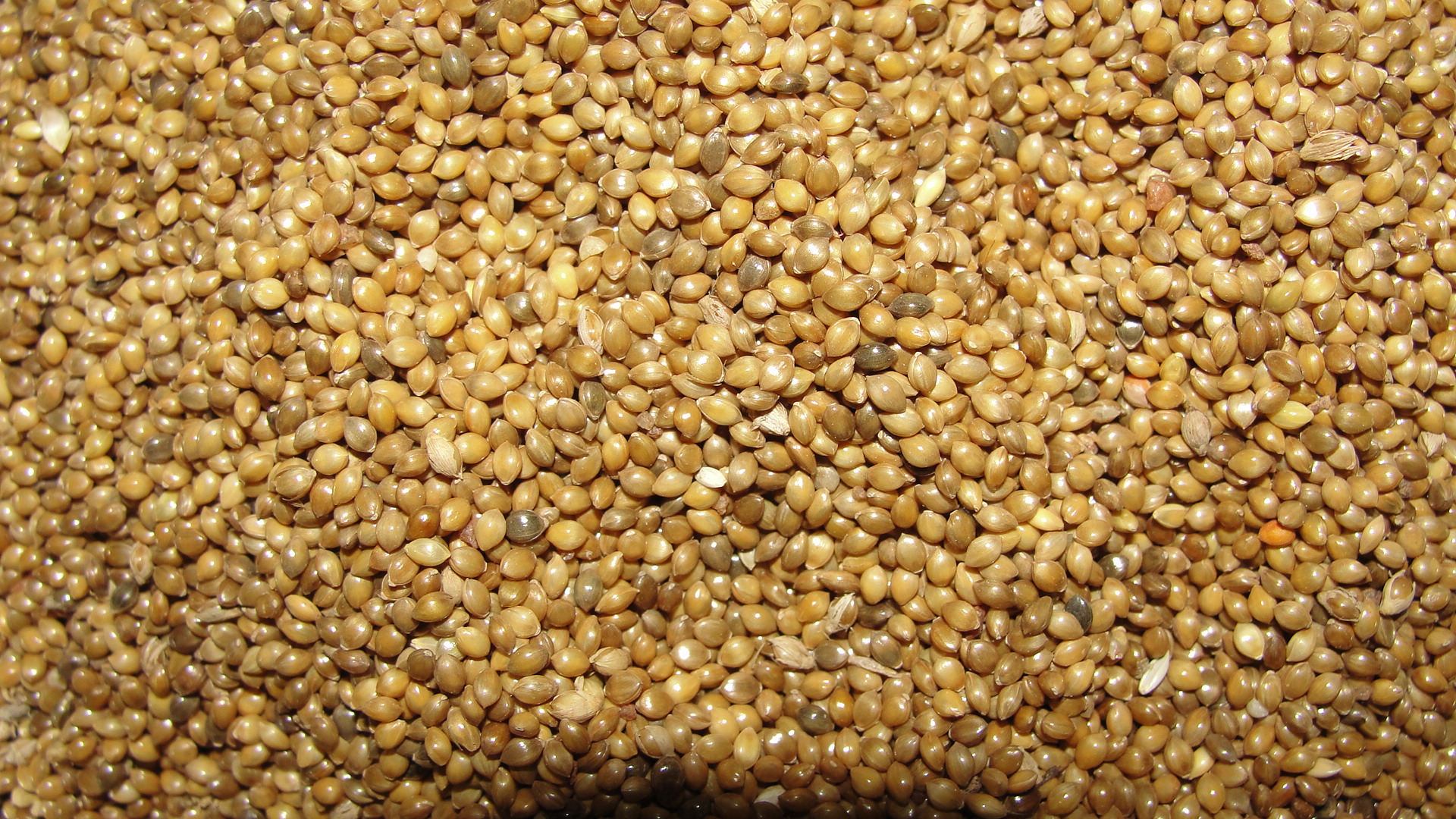

Questa specie di cereale è simile al P. miliaceum, tranne che è più piccola.
È una pianta erbacea annuale, che cresce diritta o con lame ripiegate fino a un'altezza di 30 centimetri a 1 metro.
Le foglie sono lineari, con lamine talvolta pelose e ligule pelose membranose. Le pannocchie vanno da 4 a 15 cm di lunghezza con 2 a 3.5 mm di lungo. I chicchi sono rotondi e lisci, lunghi di 1,8 a 1,9 mm.

## Distribuzione e habitat
Nelle zone temperate dell'Asia: Caucaso, Cina, Asia orientale e anche nei tropici del continente: India, Indocina e Malesia.
È stato domesticato in India dove si trova anche il suo progenitore selvatico (P. psilopodium).

## Coltivazione
È coltivato in India anche se su superfici modeste e fino ad altitudini di circa 2000 metri. Altrove ha una importanza limitata. Cresce molto in fretta, è molto precoce ed è resistente a condizioni agro-climatiche difficili.
La paglia può essere usata come alimento per i bovini.
Può resistere sia alla siccità che al ristagno. Può essere coltivato fino a 2000 m sul livello del mare.
La più grande coltivazione è nell'India centrale. Di solito, viene piantato utilizzando una seminatrice. Può anche essere piantato all'occorrenza viziato. La pianta verde può anche essere utilizzata in parte come mangime per il bestiame. La paglia può essere mescolata con argilla o cemento per essere utilizzata in edilizia.
La resa del raccolto va da 230 a 900 kg/ha.

## Parassiti
I parassiti includono la mosca sparatrice Atherigona pulla, che colpisce anche il miglio proso .
Altri parassiti degli insetti includono:
- Atherigona miliacea
- Mythimna separata e Spodoptera frugiperda

Alimentatori di foglie
- bruchi: Euproctis virguncula, Amsacta moorei, Amsacta albistriga e Amsacta lactinea
- coleotteri delle pulci: Chaetocnema basalis, Chaetocnema indica e Chaetocnema denticulata
- larve della cartella fogliare Cnaphalocrocis medinalis
- cavallette: Chrotogonus hemipterus, Acrida exaltata, Aiolopus simulatrix e Aiolopus tamulus

Alimentatori auricolari
- insetti Nezara viridula e Dolycoris indicus

Parassiti di pannocchia
- piralide maculato Chilo partellus

Altri
- Nephotettix virescens, Nephotettix nigropictus e Nisia atrovenosa
- cicalina della canna da zucchero, Pyrilla perpusilla
- moscerino, Orseolia sp.

## Archeobotanica
Nei siti della civiltà della valle dell'Indo di Harappa e Farmana, l'assemblaggio del miglio era dominato dal piccolo miglio.  Ad Harappa furono recuperati oltre 10.000 chicchi di piccolo miglio.  Ad Harappa, la piccola coltivazione del miglio raggiunse il picco intorno al 2600 aC, rappresentando circa il 5% della raccolta totale di cereali.

## Preparazione
Il miglio piccolo viene cotto come il riso . A volte il miglio viene anche macinato e cotto al forno. Il contenuto proteico del grano è del 7,7%.